# Neuendorf-Sachsenbande
Neuendorf-Sachsenbande è un comune tedesco del circondario di Steinburg, nella regione dello Schleswig-Holstein. Ha circa 444 abitanti.

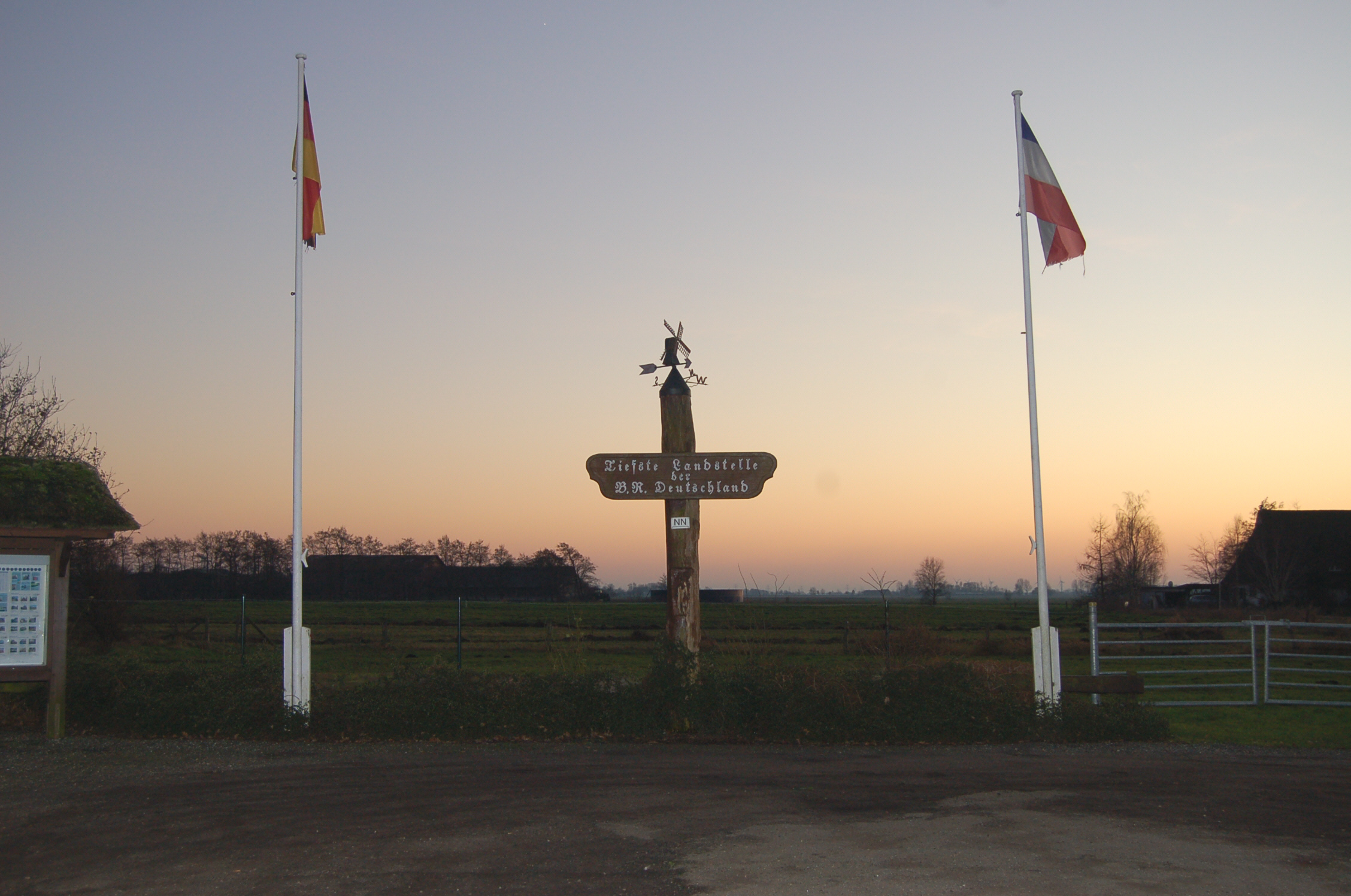